# 信濃川大橋
信濃川大橋（しなのがわおおはし）は、新潟県新潟市の信濃川と中ノ口川に架かる新潟県道2号新潟寺泊線の道路橋梁。

## 概要
右岸（東）側の江南区天野と、中州の南区鷲ノ木新田を挟んで、左岸（西）側の西区鳥原とを結ぶ橋梁。東詰側は新潟県道1号新潟小須戸三条線（小須戸線）、西詰側は国道8号と接続しており、江南区曽野木地区と西区黒埼地区はもとより市内東西を結ぶ幹線ルートとして利用されている。
車道は片側1車線。信濃川と中ノ口川の2河川を一気に横断する市内随一の長大な橋で、下流側に自転車歩行者道橋が併設されており、中間部には中洲へ通じる螺旋階段が設置されている。橋の上流側で信濃川と鷲ノ木大通川が、下流側では信濃川と中ノ口川が合流する。上流側に大郷橋（信濃川）と大野橋（中ノ口川）、下流側に北陸自動車道のときめき橋がそれぞれ架かっている。
しかし信濃川大橋周辺には一般道路に架かる橋梁が少ない（新潟バイパスの新潟大橋を除けば、下流部の一般道路橋梁は平成大橋まで無い）ため、開通以来、信濃川を横断する車両が集中しやすくなっている。それに加え道幅が狭隘で、また橋梁両端部に交差点が近接して設けられていることなどから車両が橋梁上で滞留しやすく、特に東詰側の天野交差点は4方向いずれも右折車線が設置されていないこともあいまって、終日にわたって両方向で渋滞や速度低下が慢性的に発生しやすい傾向にある。
加えて西詰側では国道8号の三条市・南区白根方面からの右折車両が非常に多く、同道大野改良区間では信濃川大橋西詰交差点の右折車線を先頭とした渋滞が発生しやすくなっている。このため市と西詰側を所轄する新潟西警察署はこの西詰交差点を時差式信号とし、特に平日のラッシュ時間帯において白根方面からの右折車両に対する右折信号を、通常の交差点よりも長めに点灯させる措置を講じている。さらに市と東詰側を所轄する江南警察署は2007年10月から東詰側の天野交差点も時差式とし、橋梁上で滞留する亀田・鳥屋野・酒屋方面（西詰側から東詰側）へ向かう車両を東詰側へ優先的に流出させる措置を講じている。しかし天野交差点を時差式化して以降、特に朝夕のラッシュ時には小須戸線と新潟寺泊線から反対側の大野町方面（東詰側から西詰側）へ向かう3方面からの車両がさばき切れなくなり、かえって同交差点を中心として両方向で渋滞が慢性化するなど問題点も数多く、抜本的な改善には至っていない。
なお信濃川大橋西詰交差点を直進した先の市道は、交差点から約50 mのところで突き当たりとなっており、更地を挟んだ先に住宅地がある。この更地にはかつて新潟交通電車線の越後大野駅の駅舎が建っていた（当時の交差点名は「越後大野駅前交差点」）が、2005年頃に撤去された。ただ交差点そばに新潟交通の路線バス停留所（信濃川大橋西詰バス停）が設けられているため、現在も駐輪場だけが存続している（駐輪場は新潟市西区建設課が管理）。

## 交通量
- 1日あたりの交通量: 約18,000台（2006年）

## 歴史
- 1950年（昭和25年） - 信濃川橋架橋
現在の橋梁より20 mほど下流側に架かっており、曽野木本村を通る県道2号の旧道に直結していた。現在の国道8号・上善久交差点（西詰側）から小須戸線・楚川交差点付近（東詰側、曽川バス停および「曽川切れ跡」石柱付近）にかけての位置である。
信濃川と中ノ口川の間の中州をつなぐ形で2本の木橋が架けられた。中州の中を走る道は橋より低くなっていて、川が増水すると水没し、たびたび通行止めになった。
- 1968年（昭和43年）4月2日 - 信濃川大橋開通
工事費2億9,200万円を費やし、現橋梁が竣工。ただし当時は東詰側の取付け部が未開通で、亀田駅方面へは直通できなかった。その後、曽野木地区内を東西に横断する現区間は1980年頃に竣工した。また、開通当初は車道部分のみの開通であり、歩道部分は未開通であった。
- 1973年（昭和48年） - 歩道橋部分が開通
- 1985年（昭和60年）5月 - 主要地方道新潟寺泊線に指定変更（現新潟県道2号新潟寺泊線。当時は県道番号未付与）。
それまでは主要地方道新潟亀田内野線の経路であったが、千歳大橋開通によって同道が千歳大橋経由に経路変更されたのに伴い、新潟寺泊線の経路に変更されたもの。

## 接続道路
- 新潟県道1号新潟小須戸三条線（天野交差点）
- 国道8号（信濃川大橋西詰交差点）